# Rivalità calcistica Arsenal-Manchester United
Sebbene Arsenal e Manchester United siano state spesso nella stessa divisione del calcio inglese dal 1919, la rivalità tra i due club divenne feroce solo tra la fine degli anni '90 e l'inizio degli anni 2000, quando le squadre lottavano regolarmente l'una contro l'altra per la Premier League e la FA Cup. C'era anche una rivalità tra gli allenatori, Arsène Wenger dell'Arsenal (1996–2018) e Sir Alex Ferguson dello United (1986–2013), e tra i capitani Patrick Vieira e Roy Keane, e i loro incontri hanno spesso comportato problemi sul campo: sette cartellini rossi sono stati mostrati nelle partite dal febbraio 1997 al febbraio 2005. La partita di campionato del settembre 2003, nota come "Battle of Old Trafford", è celebre per una rissa istigata dai giocatori dell'Arsenal, che sentivano che l'attaccante Ruud van Nistelrooy aveva barato per far espellere Vieira. Una stagione dopo, il Manchester United ha posto fine all'imbattibilità dell'Arsenal in circostanze controverse, che hanno portato a ulteriori disordini, questa volta nel tunnel. Il Manchester United è in testa per trofei vinti con 67 rispetto ai 47 dell'Arsenal.
Nel 2008 l'ex giocatore dell'Arsenal Lee Dixon ha notato che la rivalità si era raffreddata. Altri fattori per la diminuzione dell'importanza della rivalità negli anni 2010 sono stati l'ascesa di altri club, inclusi i rivali locali di entrambi (Chelsea, Tottenham Hotspur e Manchester City).
Arsenal e Manchester United giocarono per la prima volta una partita competitiva nell'ottobre 1894; al 22 gennaio 2023, i due club si sono affrontati in totale 239 volte. Lo United ha vinto 99 partite contro le 87 dell'Arsenal e 53 partite sono terminate con un pareggio. Wayne Rooney ha segnato il maggior numero di gol nell'incontro con 12, mentre Ryan Giggs ha collezionato il maggior numero di presenze con 50. Diversi giocatori hanno giocato per entrambe le squadre in diverse fasi della loro carriera, tra cui Brian Kidd, Andy Cole, David Platt, Robin van Persie, Danny Welbeck, Alexis Sánchez e l'ex allenatore George Graham.

## Statistiche
La seguente tabella contiene tutti i dati riguardanti gli scontri diretti tra le due squadre in partite ufficiali (aggiornata al 10 marzo 2025)
|                  | Totale | Vittorie dell' Arsenal | Pareggi | Vittorie del Manchester Utd | Gol Arsenal | Gol Manchester Utd |
| ---------------- | ------ | ---------------------- | ------- | --------------------------- | ----------- | ------------------ |
| Campionato       | 212    | 77                     | 50      | 85                          | 298         | 317                |
| FA Cup           | 17     | 6                      | 3       | 8                           | 21          | 23                 |
| League Cup       | 6      | 2                      | 0       | 4                           | 12          | 15                 |
| Community Shield | 6      | 4                      | 2       | 0                           | 14          | 7                  |
| Centenary Trophy | 1      | 1                      | 0       | 0                           | 2           | 1                  |
| Totale nazionale | 242    | 90                     | 52      | 97                          | 347         | 363                |
| Champions League | 2      | 0                      | 0       | 2                           | 1           | 4                  |
| Totale           | 244    | 90                     | 55      | 99                          | 348         | 365                |

## Risultati
La seguente tabella riporta tutti i risultati ottenuti dalle due squadre in ognuna delle partite ufficiali giocate tra loro.
| Nº  | Data       | Stadio             | Competizione                    | Incontro                          | Risultato       | Marcatori Arsenal                          | Gol Manchester Utd                         |
| --- | ---------- | ------------------ | ------------------------------- | --------------------------------- | --------------- | ------------------------------------------ | ------------------------------------------ |
| 1   | 13/10/1894 | Bank Street        | Second Division 1894-1895       | Newton Heath - Woolwich Arsenal   | 3 - 3           | Mortimer (2), Boyd                         | Donaldson (2), Clarkin                     |
| 2   | 30/03/1895 | Manor Ground       | Second Division 1894-1895       | Woolwich Arsenal - Newton Heath   | 3 - 2           | Mortimer, Crawford, Buchanan               | Clarkin, Donaldson                         |
| 3   | 09/11/1985 | Manor Ground       | Second Division 1895-1896       | Woolwich Arsenal - Newton Heath   | 2 - 1           | Boyle, Boyd Hare                           | Cassidy                                    |
| 4   | 30/11/1895 | Bank Street        | Second Division 1895-1896       | Newton Heath - Woolwich Arsenal   | 5 - 1           | Boyd Hare                                  | Peters, Cartwright (2), Clarkin, Kennedy   |
| 5   | 22/03/1897 | Bank Street        | Second Division 1896-1897       | Newton Heath - Woolwich Arsenal   | 1 - 1           | Brock                                      | Boyd                                       |
| 6   | 03/04/1987 | Manor Ground       | Second Division 1896-1897       | Woolwich Arsenal - Newton Heath   | 0 - 2           |                                            | Boyd, Donaldson                            |
| 7   | 08/01/1898 | Manor Ground       | Second Division 1897-1898       | Woolwich Arsenal - Newton Heath   | 5 - 1           | Brock, Hunt, White, Hannah, Anderson       | Boyd                                       |
| 8   | 26/02/1898 | Bank Street        | Second Division 1897-1898       | Newton Heath - Woolwich Arsenal   | 5 - 1           | Hunt                                       | Ord (aut.), Bryant, Cassidy (2), Collinson |
| 9   | 03/12/1898 | Manor Ground       | Second Division 1898-1899       | Woolwich Arsenal - Newton Heath   | 5 - 1           | White (3), Hannah (2)                      | Collinson                                  |
| 10  | 01/04/1899 | Bank Street        | Second Division 1898-1899       | Newton Heath - Woolwich Arsenal   | 2 - 2           | Cottrell, Haywood                          | Bryant, Cassidy                            |
| 11  | 04/11/1899 | Bank Street        | Second Division 1899-1900       | Manchester Utd - Woolwich Arsenal | 2 - 0           |                                            | Jackson, Roberts                           |
| 12  | 10/03/1900 | Manor Ground       | Second Division 1899-1900       | Woolwich Arsenal - Manchester Utd | 2 - 1           | Dick, Hunt                                 | Cassidy                                    |
| 13  | 10/11/1900 | Manor Ground       | Second Division 1900-1901       | Woolwich Arsenal - Manchester Utd | 2 - 1           | Turner, Anderson                           | Jackson                                    |
| 14  | 16/03/1901 | Bank Street        | Second Division 1900-1901       | Manchester Utd - Woolwich Arsenal | 1 - 0           |                                            | Leigh                                      |
| 15  | 16/11/1901 | Manor Ground       | Second Division 1901-1902       | Woolwich Arsenal - Manchester Utd | 2 - 0           | Briercliffe, Owens                         |                                            |
| 16  | 15/03/1902 | Bank Street        | Second Division 1901-1902       | Manchester Utd - Woolwich Arsenal | 0 - 1           | Anderson                                   |                                            |
| 17  | 25/10/1902 | Manor Ground       | Second Division 1902-1903       | Woolwich Arsenal - Manchester Utd | 0 - 1           |                                            | Beadsworth                                 |
| 18  | 09/03/1903 | Bank Street        | Second Division 1902-1903       | Manchester Utd - Woolwich Arsenal | 3 - 0           |                                            | Pegg, Peddie, Arkesden                     |
| 19  | 03/10/1903 | Manor Ground       | Second Division 1903-1904       | Woolwich Arsenal - Manchester Utd | 4 - 0           | Briercliffe, Coleman, Busby, Shanks        |                                            |
| 20  | 30/01/1904 | Bank Street        | Second Division 1903-1904       | Manchester Utd - Woolwich Arsenal | 1 - 0           |                                            | Robertson                                  |
| 21  | 10/03/1906 | Bank Street        | FA Cup 1905-1906                | Manchester Utd - Woolwich Arsenal | 2 - 3           | Coleman, Freeman (2)                       | Sagar, Peddie                              |
| 22  | 10/11/1906 | Bank Street        | First Division 1906-1907        | Manchester Utd - Woolwich Arsenal | 1 - 0           |                                            | Downie                                     |
| 23  | 16/03/1907 | Manor Ground       | First Division 1906-1907        | Woolwich Arsenal - Manchester Utd | 4 - 0           | Coleman, Kyle, Satterthwaite (2)           |                                            |
| 24  | 23/11/1907 | Bank Street        | First Division 1907-1908        | Manchester Utd - Woolwich Arsenal | 4 - 2           | Kyle, Garbutt                              | Turnbull (4)                               |
| 25  | 21/03/1908 | Manor Ground       | First Division 1907-1908        | Woolwich Arsenal - Manchester Utd | 1 - 0           | Lee                                        |                                            |
| 26  | 19/12/1908 | Manor Ground       | First Division 1908-1909        | Woolwich Arsenal - Manchester Utd | 0 - 1           |                                            | Halse                                      |
| 27  | 27/04/1909 | Bank Street        | First Division 1908-1909        | Manchester Utd - Woolwich Arsenal | 1 - 4           | Lee (2), Fitchie, Lewis                    | Turnbull                                   |
| 28  | 30/10/1909 | Bank Street        | First Division 1909-1910        | Manchester Utd - Woolwich Arsenal | 1 - 0           |                                            | Wall                                       |
| 29  | 12/03/1910 | Manor Ground       | First Division 1909-1910        | Woolwich Arsenal - Manchester Utd | 0 - 0           |                                            |                                            |
| 30  | 01/09/1910 | Manor Ground       | First Division 1910-1911        | Woolwich Arsenal - Manchester Utd | 1 - 2           | Rippon                                     | Halse, West                                |
| 31  | 26/12/1910 | Old Trafford       | First Division 1910-1911        | Manchester Utd - Woolwich Arsenal | 5 - 0           |                                            | West (2), Meredith, Picken (2)             |
| 32  | 01/01/1912 | Old Trafford       | First Division 1911-1912        | Manchester Utd - Woolwich Arsenal | 2 - 0           |                                            | Meredith, West                             |
| 33  | 05/04/1912 | Manor Ground       | First Division 1911-1912        | Woolwich Arsenal - Manchester Utd | 2 - 1           | Common (2)                                 | Turnbull                                   |
| 34  | 02/09/1912 | Manor Ground       | First Division 1912-1913        | Woolwich Arsenal - Manchester Utd | 0 - 0           |                                            |                                            |
| 35  | 21/03/1913 | Old Trafford       | First Division 1912-1913        | Manchester Utd - Woolwich Arsenal | 2 - 0           |                                            | Anderson, Whalley                          |
| 36  | 21/02/1920 | Highbury           | First Division 1919-1920        | Arsenal - Manchester Utd          | 0 - 3           |                                            | Spence (2), Hopkin                         |
| 37  | 28/02/1920 | Old Trafford       | First Division 1919-1920        | Manchester Utd - Arsenal          | 0 - 1           | Rutherford                                 |                                            |
| 38  | 30/08/1920 | Highbury           | First Division 1920-1921        | Arsenal - Manchester Utd          | 2 - 0           | Pagnam, Smith                              |                                            |
| 39  | 06/09/1920 | Old Trafford       | First Division 1920-1921        | Manchester Utd - Arsenal          | 1 - 1           | White                                      | Spence                                     |
| 40  | 11/03/1922 | Old Trafford       | First Division 1921-1922        | Manchester Utd - Arsenal          | 1 - 0           |                                            | Spence                                     |
| 41  | 05/04/1922 | Highbury           | First Division 1921-1922        | Arsenal - Manchester Utd          | 3 - 1           | White, Boreham, Butler                     | Lochhead                                   |
| 42  | 05/09/1925 | Old Trafford       | First Division 1925-1926        | Manchester Utd - Arsenal          | 0 - 1           | Brain                                      |                                            |
| 43  | 16/01/1926 | Highbury           | First Division 1925-1926        | Arsenal - Manchester Utd          | 3 - 2           | Brain (2), Buchan                          | Spence, McPherson                          |
| 44  | 15/09/1926 | Old Trafford       | First Division 1926-1927        | Manchester Utd - Arsenal          | 2 - 2           | Brain (2)                                  | Spence, Hanson                             |
| 45  | 28/12/1926 | Highbury           | First Division 1926-1927        | Arsenal - Manchester Utd          | 1 - 0           | Blyth                                      |                                            |
| 46  | 17/12/1927 | Old Trafford       | First Division 1927-1928        | Manchester Utd - Arsenal          | 4 - 1           | ? (aut.)                                   | Spence, McPherson, Hanson, Partridge       |
| 47  | 28/04/1928 | Highbury           | First Division 1927-1928        | Arsenal - Manchester Utd          | 0 - 1           |                                            | Rawlings                                   |
| 48  | 08/12/1928 | Highbury           | First Division 1928-1929        | Arsenal - Manchester Utd          | 3 - 1           | Jack (2), Brain                            | Hanson                                     |
| 49  | 20/04/1929 | Old Trafford       | First Division 1928-1929        | Manchester Utd - Arsenal          | 4 - 1           | Jack                                       | Hanson, Reid (2), Thomas                   |
| 50  | 26/10/1929 | Old Trafford       | First Division 1929-1930        | Manchester Utd - Arsenal          | 1 - 0           |                                            | Ball                                       |
| 51  | 12/03/1930 | Highbury           | First Division 1929-1930        | Arsenal - Manchester Utd          | 4 - 2           | Lambert, Williams, Bastin, Hulme           | Ball, Wilson                               |
| 52  | 18/10/1930 | Old Trafford       | First Division 1930-1931        | Manchester Utd - Arsenal          | 1 - 2           | Lambert, Williams                          | McLachlan                                  |
| 53  | 21/02/1931 | Highbury           | First Division 1930-1931        | Arsenal - Manchester Utd          | 4 - 1           | Brain, Jack, Bastin, Hulme                 | Thomson                                    |
| 54  | 03/10/1936 | Old Trafford       | First Division 1936-1937        | Manchester Utd - Arsenal          | 2 - 0           |                                            | Bryant, Rowley                             |
| 55  | 30/01/1937 | Highbury           | FA Cup 1936-1937                | Arsenal - Manchester Utd          | 5 - 0           | Davidson, Bastin, Drake, Kirchen, ? (aut.) |                                            |
| 56  | 06/02/1937 | Highbury           | First Division 1936-1937        | Arsenal - Manchester Utd          | 1 - 1           | Davidson                                   | Rowley                                     |
| 57  | 10/12/1938 | Old Trafford       | First Division 1938-1939        | Manchester Utd - Arsenal          | 1 - 0           |                                            | Bryant                                     |
| 58  | 15/04/1939 | Highbury           | First Division 1938-1939        | Arsenal - Manchester Utd          | 2 - 1           | Crayston, Drake                            | Hanlon                                     |
| 59  | 28/09/1946 | Old Trafford       | First Division 1946-1947        | Manchester Utd - Arsenal          | 5 - 2           | Lewis, McPherson                           | Hanlon (2), Rowley (2), Wrigglesworth      |
| 60  | 01/02/1947 | Highbury           | First Division 1946-1947        | Arsenal - Manchester Utd          | 6 - 2           | Logie, McPherson, Rooke (3), Rudkin        | Pearson, Morris                            |
| 61  | 06/09/1947 | Highbury           | First Division 1947-1948        | Arsenal - Manchester Utd          | 2 - 1           | Lewis, Rooke                               | Morris                                     |
| 62  | 17/01/1948 | Old Trafford       | First Division 1947-1948        | Manchester Utd - Arsenal          | 1 - 1           | Lewis                                      | Rowley                                     |
| 63  | 28/08/1948 | Highbury           | First Division 1948-1949        | Arsenal - Manchester Utd          | 0 - 1           |                                            | Mitten                                     |
| 64  | 06/10/1948 | Highbury           | Charity Shield 1948             | Arsenal - Manchester Utd          | 4 - 3           | Lewis (2), Bryn Jones, Rooke               | Rowley, Burke, Smith (aut.)                |
| 65  | 01/01/1949 | Old Trafford       | First Division 1948-1949        | Manchester Utd - Arsenal          | 2 - 0           |                                            | Mitten, Burke                              |
| 66  | 26/12/1949 | Old Trafford       | First Division 1949-1950        | Manchester Utd - Arsenal          | 2 - 0           |                                            | Pearson (2)                                |
| 67  | 27/12/1949 | Highbury           | First Division 1949-1950        | Arsenal - Manchester Utd          | 0 - 0           |                                            |                                            |
| 68  | 14/10/1950 | Highbury           | First Division 1950-1951        | Arsenal - Manchester Utd          | 3 - 0           | Lishman, ? (aut.), Goring                  |                                            |
| 69  | 10/02/1951 | Old Trafford       | FA Cup 1950-1951                | Manchester Utd - Arsenal          | 1 - 0           |                                            | Pearson                                    |
| 70  | 03/03/1951 | Old Trafford       | First Division 1950-1951        | Manchester Utd - Arsenal          | 3 - 1           | Holton                                     | Aston (2), Downie                          |
| 71  | 08/12/1951 | Highbury           | First Division 1951-1952        | Arsenal - Manchester Utd          | 1 - 3           | Logie                                      | Rowley, ? (aut.), Pearson                  |
| 72  | 26/04/1952 | Old Trafford       | First Division 1951-1952        | Manchester Utd - Arsenal          | 6 - 1           | Cox                                        | Pearson (2), Rowley (3), Byrne             |
| 73  | 27/08/1952 | Highbury           | First Division 1952-1953        | Arsenal - Manchester Utd          | 2 - 1           | Cox, Goring                                | Rowley                                     |
| 74  | 03/09/1952 | Old Trafford       | First Division 1952-1953        | Manchester Utd - Arsenal          | 0 - 0           |                                            |                                            |
| 75  | 07/11/1953 | Old Trafford       | First Division 1953-1954        | Manchester Utd - Arsenal          | 2 - 2           | Holton, Roper                              | Rowley, Blanchflower                       |
| 76  | 27/03/1954 | Highbury           | First Division 1953-1954        | Arsenal - Manchester Utd          | 3 - 1           | Holton, Logie (2)                          | Taylor                                     |
| 77  | 20/11/1954 | Old Trafford       | First Division 1954-1955        | Manchester Utd - Arsenal          | 2 - 1           | Tapscott                                   | Blanchflower, Taylor                       |
| 78  | 23/04/1955 | Highbury           | First Division 1954-1955        | Arsenal - Manchester Utd          | 2 - 3           | Lishman (2)                                | Blanchflower (2), ? (aut.)                 |
| 79  | 05/11/1955 | Old Trafford       | First Division 1955-1956        | Manchester Utd - Arsenal          | 1 - 1           | Lishman                                    | Taylor                                     |
| 80  | 17/03/1956 | Highbury           | First Division 1955-1956        | Arsenal - Manchester Utd          | 1 - 1           | Holton                                     | Viollet                                    |
| 81  | 29/09/1956 | Highbury           | First Division 1956-1957        | Arsenal - Manchester Utd          | 1 - 2           | Evans                                      | Berry, Whelan                              |
| 82  | 09/02/1957 | Old Trafford       | First Division 1956-1957        | Manchester Utd - Arsenal          | 6 - 2           | Herd (2)                                   | Berry (2), Whelan (2), Taylor, Edwards     |
| 83  | 21/09/1957 | Old Trafford       | First Division 1957-1958        | Manchester Utd - Arsenal          | 4 - 2           | Herd, Tiddy                                | Whelan (2), Pegg, Taylor                   |
| 84  | 01/02/1958 | Highbury           | First Division 1957-1958        | Arsenal - Manchester Utd          | 4 - 5           | Bloomfield (2), Herd, Tapscott             | Charlton, Edwards, Viollet, Taylor (2)     |
| 85  | 11/10/1958 | Old Trafford       | First Division 1958-1959        | Manchester Utd - Arsenal          | 1 - 1           | Ward                                       | Viollet                                    |
| 86  | 28/02/1959 | Highbury           | First Division 1958-1959        | Arsenal - Manchester Utd          | 3 - 2           | Barnwell (2), Herd                         | Bradley, Viollet                           |
| 87  | 10/10/1959 | Old Trafford       | First Division 1959-1960        | Manchester Utd - Arsenal          | 4 - 2           | Herd, Henderson                            | Quixall, Viollet, ? (aut.), Charlton       |
| 88  | 23/04/1960 | Highbury           | First Division 1959-1960        | Arsenal - Manchester Utd          | 5 - 2           | Bloomfield (3), Clapton, Ward              | Pearson, Giles                             |
| 89  | 29/10/1960 | Highbury           | First Division 1960-1961        | Arsenal - Manchester Utd          | 2 - 1           | Barnwell, Herd                             | Quixall                                    |
| 90  | 18/03/1961 | Old Trafford       | First Division 1960-1961        | Manchester Utd - Arsenal          | 1 - 1           | Charles                                    | Moir                                       |
| 91  | 21/10/1961 | Highbury           | First Division 1961-1962        | Arsenal - Manchester Utd          | 5 - 1           | Skirton (2), Ward, Barnwell, Eastham       | Viollet                                    |
| 92  | 31/01/1962 | Old Trafford       | FA Cup 1961-1962                | Manchester Utd - Arsenal          | 1 - 0           |                                            | Setters                                    |
| 93  | 16/04/1962 | Old Trafford       | First Division 1961-1962        | Manchester Utd - Arsenal          | 2 - 3           | Skirton, ? (aut.), Eastham                 | Cantwell, McMillan                         |
| 94  | 25/08/1962 | Highbury           | First Division 1962-1963        | Arsenal - Manchester Utd          | 1 - 3           | Clamp                                      | Herd (2), Chisnall                         |
| 95  | 06/05/1963 | Old Trafford       | First Division 1962-1963        | Manchester Utd - Arsenal          | 2 - 3           | Baker, Skirton, Strong                     | Law (2)                                    |
| 96  | 21/09/1963 | Highbury           | First Division 1963-1964        | Arsenal - Manchester Utd          | 2 - 1           | Baker, Eastham                             | Herd                                       |
| 97  | 01/02/1964 | Old Trafford       | First Division 1963-1964        | Manchester Utd - Arsenal          | 3 - 1           | McCullough                                 | Law, Setters, Herd                         |
| 98  | 28/11/1964 | Highbury           | First Division 1964-1965        | Arsenal - Manchester Utd          | 2 - 3           | Anderson, Eastham                          | Connelly, Law (2)                          |
| 99  | 26/04/1965 | Old Trafford       | First Division 1964-1965        | Manchester Utd - Arsenal          | 3 - 1           | Eastham                                    | Law (2), Best                              |
| 100 | 25/09/1965 | Highbury           | First Division 1965-1966        | Arsenal - Manchester Utd          | 4 - 2           | Armstrong, Baker, Eastham, Radford         | Charlton, Aston                            |
| 101 | 19/03/1966 | Old Trafford       | First Division 1965-1966        | Manchester Utd - Arsenal          | 2 - 1           | Walley                                     | Law, Stiles                                |
| 102 | 29/10/1966 | Old Trafford       | First Division 1966-1967        | Manchester Utd - Arsenal          | 1 - 0           |                                            | Sadler                                     |
| 103 | 03/03/1967 | Highbury           | First Division 1966-1967        | Arsenal - Manchester Utd          | 1 - 1           | Sammels                                    | Aston                                      |
| 104 | 07/10/1967 | Old Trafford       | First Division 1967-1968        | Manchester Utd - Arsenal          | 1 - 0           |                                            | Aston                                      |
| 105 | 24/02/1968 | Highbury           | First Division 1967-1968        | Arsenal - Manchester Utd          | 0 - 2           |                                            | Best, ?                                    |
| 106 | 05/10/1968 | Old Trafford       | First Division 1968-1969        | Manchester Utd - Arsenal          | 0 - 0           |                                            |                                            |
| 107 | 26/12/1968 | Highbury           | First Division 1968-1969        | Arsenal - Manchester Utd          | 3 - 0           | Armstrong, Court, Radford                  |                                            |
| 108 | 20/09/1969 | Highbury           | First Division 1969-1970        | Arsenal - Manchester Utd          | 2 - 2           | Graham, Sammels                            | Sadler, Best                               |
| 109 | 10/01/1970 | Old Trafford       | First Division 1969-1970        | Manchester Utd - Arsenal          | 2 - 1           | Marinello                                  | Morgan, Sartori                            |
| 110 | 22/08/1970 | Highbury           | First Division 1970-1971        | Arsenal - Manchester Utd          | 4 - 0           | Radford (3), Graham                        |                                            |
| 111 | 19/12/1970 | Old Trafford       | First Division 1970-1971        | Manchester Utd - Arsenal          | 1 - 3           | Graham, Kennedy, McLintock                 | Sartori                                    |
| 112 | 20/08/1971 | Old Trafford       | First Division 1971-1972        | Manchester Utd - Arsenal          | 3 - 1           | McLintock                                  | Charlton, Kidd, Gowling                    |
| 113 | 25/04/1972 | Highbury           | First Division 1971-1972        | Arsenal - Manchester Utd          | 3 - 0           | Kennedy, Radford, Simpson                  |                                            |
| 114 | 26/08/1972 | Old Trafford       | First Division 1972-1973        | Manchester Utd - Arsenal          | 0 - 0           |                                            |                                            |
| 115 | 06/01/1973 | Highbury           | First Division 1972-1973        | Arsenal - Manchester Utd          | 3 - 1           | Armstrong, Ball, Kennedy                   | Kidd                                       |
| 116 | 25/08/1973 | Highbury           | First Division 1973-1974        | Arsenal - Manchester Utd          | 3 - 0           | Ball, Kennedy, Radford                     |                                            |
| 117 | 19/01/1974 | Old Trafford       | First Division 1973-1974        | Manchester Utd - Arsenal          | 1 - 1           | Kennedy                                    | James                                      |
| 118 | 18/10/1975 | Old Trafford       | First Division 1975-1976        | Manchester Utd - Arsenal          | 3 - 1           | Kelly                                      | Pearson, Coppell (2)                       |
| 119 | 22/11/1975 | Highbury           | First Division 1975-1976        | Arsenal - Manchester Utd          | 3 - 1           | Armstrong, Ball, ? (aut.)                  | Pearson                                    |
| 120 | 18/12/1976 | Highbury           | First Division 1976-1977        | Arsenal - Manchester Utd          | 3 - 1           | Brady, Macdonald (2)                       | McIlroy                                    |
| 121 | 14/05/1977 | Old Trafford       | First Division 1976-1977        | Manchester Utd - Arsenal          | 3 - 2           | Brady, Stapleton                           | Hill, Macari, Greenhoff                    |
| 122 | 30/08/1977 | Highbury           | League Cup 1977-1978            | Arsenal - Manchester Utd          | 3 - 2           | Brady, Macdonald (2)                       | Pearson, McCreery                          |
| 123 | 05/11/1977 | Old Trafford       | First Division 1977-1978        | Manchester Utd - Arsenal          | 1 - 2           | Macdonald, Stapleton                       | Hill                                       |
| 124 | 01/04/1978 | Highbury           | First Division 1977-1978        | Arsenal - Manchester Utd          | 3 - 1           | Brady, Macdonald (2)                       | Jordan                                     |
| 125 | 23/09/1978 | Highbury           | First Division 1978-1979        | Arsenal - Manchester Utd          | 1 - 1           | Price                                      | Coppell                                    |
| 126 | 03/02/1979 | Old Trafford       | First Division 1978-1979        | Manchester Utd - Arsenal          | 0 - 2           | Sunderland (2)                             |                                            |
| 127 | 12/05/1979 | Wembley Stadium    | FA Cup 1978-1979                | Arsenal - Manchester Utd          | 3 - 2           | Talbot, Stapleton, Sunderland              | McQueen, McIlroy                           |
| 128 | 25/08/1979 | Highbury           | First Division 1979-1980        | Arsenal - Manchester Utd          | 0 - 0           |                                            |                                            |
| 129 | 29/12/1979 | Old Trafford       | First Division 1979-1980        | Manchester Utd - Arsenal          | 3 - 0           |                                            | McIlroy, Jordan, McQueen                   |
| 130 | 11/10/1980 | Old Trafford       | First Division 1980-1981        | Manchester Utd - Arsenal          | 0 - 0           |                                            |                                            |
| 131 | 20/12/1980 | Highbury           | First Division 1980-1981        | Arsenal - Manchester Utd          | 2 - 1           | Rix, Vaessen                               | Macari                                     |
| 132 | 26/09/1981 | Highbury           | First Division 1981-1982        | Arsenal - Manchester Utd          | 0 - 0           |                                            |                                            |
| 133 | 20/02/1982 | Old Trafford       | First Division 1981-1982        | Manchester Utd - Arsenal          | 0 - 0           |                                            |                                            |
| 134 | 25/09/1982 | Old Trafford       | First Division 1982-1983        | Manchester Utd - Arsenal          | 0 - 0           |                                            |                                            |
| 135 | 15/02/1983 | Highbury           | League Cup 1982-1983            | Arsenal - Manchester Utd          | 2 - 4           | Nicholas, Woodcock                         | Coppell (2), Stapleton, Whiteside          |
| 136 | 22/02/1983 | Old Trafford       | League Cup 1982-1983            | Manchester Utd - Arsenal          | 2 - 1           | Meade                                      | Coppell, Moran                             |
| 137 | 16/04/1983 | Villa Park         | FA Cup 1982-1983                | Arsenal - Manchester Utd          | 1 - 2           | Woodcock                                   | Whiteside, Robson                          |
| 138 | 02/05/1982 | Highbury           | First Division 1982-1983        | Arsenal - Manchester Utd          | 3 - 0           | Talbot (2), O'Leary                        |                                            |
| 139 | 06/09/1983 | Highbury           | First Division 1983-1984        | Arsenal - Manchester Utd          | 2 - 3           | Talbot, Woodcock                           | Moran, Stapleton, Robson                   |
| 140 | 17/03/1984 | Old Trafford       | First Division 1983-1984        | Manchester Utd - Arsenal          | 4 - 0           |                                            | Muhren (2), Stapleton, Robson              |
| 141 | 02/11/1984 | Old Trafford       | First Division 1984-1985        | Manchester Utd - Arsenal          | 4 - 2           | Allinson, Woodcock                         | Strachan (2), Robson, Hughes               |
| 142 | 23/02/1985 | Highbury           | First Division 1984-1985        | Arsenal - Manchester Utd          | 0 - 1           |                                            | Whiteside                                  |
| 143 | 24/08/1985 | Highbury           | First Division 1985-1986        | Arsenal - Manchester Utd          | 1 - 2           | Allinson                                   | McGrath, Hughes                            |
| 144 | 21/12/1985 | Old Trafford       | First Division 1985-1986        | Manchester Utd - Arsenal          | 0 - 1           | Nicholas                                   |                                            |
| 145 | 23/08/1986 | Highbury           | First Division 1986-1987        | Arsenal - Manchester Utd          | 1 - 0           | Nicholas                                   |                                            |
| 146 | 24/01/1987 | Old Trafford       | First Division 1986-1987        | Manchester Utd - Arsenal          | 2 - 0           |                                            | Gibson, Strachan                           |
| 147 | 19/08/1987 | Old Trafford       | First Division 1987-1988        | Manchester Utd - Arsenal          | 0 - 0           |                                            |                                            |
| 148 | 24/01/1988 | Highbury           | First Division 1987-1988        | Arsenal - Manchester Utd          | 1 - 2           | Quinn                                      | Strachan, McClair                          |
| 149 | 20/02/1988 | Highbury           | FA Cup 1987-1988                | Arsenal - Manchester Utd          | 2 - 1           | Smith, ? (aut.)                            | McClair                                    |
| 150 | 09/10/1988 | Villa Park         | Centenary Trophy                | Arsenal - Manchester Utd          | 2 - 1           | Davis, Thomas                              | Blackmore                                  |
| 151 | 17/12/1988 | Highbury           | First Division 1988-1989        | Arsenal - Manchester Utd          | 2 - 1           | Merson, Thomas                             | Hughes                                     |
| 152 | 02/04/1989 | Old Trafford       | First Division 1988-1989        | Manchester Utd - Arsenal          | 1 - 1           | Adams                                      | Adams (aut.)                               |
| 153 | 19/08/1989 | Old Trafford       | First Division 1989-1990        | Manchester Utd - Arsenal          | 4 - 1           | Rocastle                                   | Webb, McClair, Hughes, Bruce               |
| 154 | 03/12/1989 | Highbury           | First Division 1989-1990        | Arsenal - Manchester Utd          | 1 - 0           | Groves                                     |                                            |
| 155 | 20/10/1990 | Old Trafford       | First Division 1990-1991        | Manchester Utd - Arsenal          | 0 - 1           | Limpar                                     |                                            |
| 156 | 28/11/1990 | Highbury           | League Cup 1990-1991            | Arsenal - Manchester Utd          | 2 - 6           | Smith (2)                                  | Blackmore, Sharpe (3), Wallace, Hughes     |
| 157 | 06/05/1991 | Highbury           | First Division 1990-1991        | Arsenal - Manchester Utd          | 3 - 1           | Smith (3)                                  | Bruce                                      |
| 158 | 19/10/1991 | Old Trafford       | First Division 1991-1992        | Manchester Utd - Arsenal          | 1 - 1           | Rocastle                                   | Bruce                                      |
| 159 | 01/02/1992 | Highbury           | First Division 1991-1992        | Arsenal - Manchester Utd          | 1 - 1           | Rocastle                                   | McClair                                    |
| 160 | 28/11/1992 | Highbury           | Premier League 1992-1993        | Arsenal - Manchester Utd          | 0 - 1           |                                            | Hughes                                     |
| 161 | 24/03/1993 | Old Trafford       | Premier League 1992-1993        | Manchester Utd - Arsenal          | 0 - 0           |                                            |                                            |
| 162 | 07/08/1993 | Wembley Stadium    | Charity Shield 1993             | Manchester Utd - Arsenal          | 1 - 1 (5-4 dtr) | Wright                                     | Hughes                                     |
| 163 | 19/09/1993 | Old Trafford       | Premier League 1993-1994        | Manchester Utd - Arsenal          | 1 - 0           |                                            | Cantona                                    |
| 164 | 22/03/1994 | Highbury           | Premier League 1993-1994        | Arsenal - Manchester Utd          | 2 - 2           | Pallister (aut.), Merson                   | Sharpe (2)                                 |
| 165 | 26/11/1994 | Highbury           | Premier League 1994-1995        | Arsenal - Manchester Utd          | 0 - 0           |                                            |                                            |
| 166 | 22/03/1995 | Old Trafford       | Premier League 1994-1995        | Manchester Utd - Arsenal          | 3 - 0           |                                            | Hughes, Sharpe, Kanchelskis                |
| 167 | 04/11/1995 | Highbury           | Premier League 1995-1996        | Arsenal - Manchester Utd          | 1 - 0           | Bergkamp                                   |                                            |
| 168 | 20/03/1996 | Old Trafford       | Premier League 1995-1996        | Manchester Utd - Arsenal          | 1 - 0           |                                            | Cantona                                    |
| 169 | 16/11/1996 | Old Trafford       | Premier League 1996-1997        | Manchester Utd - Arsenal          | 1 - 0           |                                            | Winterburn (aut.)                          |
| 170 | 19/02/1997 | Highbury           | Premier League 1996-1997        | Arsenal - Manchester Utd          | 1 - 2           | Bergkamp                                   | Cole, Solskjær                             |
| 171 | 09/11/1997 | Highbury           | Premier League 1997-1998        | Arsenal - Manchester Utd          | 3 - 2           | Anelka, Vieira, Platt                      | Sheringham (2)                             |
| 172 | 14/03/1998 | Old Trafford       | Premier League 1997-1998        | Manchester Utd - Arsenal          | 0 - 1           | Overmars                                   |                                            |
| 173 | 09/08/1998 | Wembley Stadium    | Charity Shield 1998             | Arsenal - Manchester Utd          | 3 - 0           | Overmars, Wreh, Anelka                     |                                            |
| 174 | 20/09/1998 | Highbury           | Premier League 1998-1999        | Arsenal - Manchester Utd          | 3 - 0           | Adams, Anelka, Ljungberg                   |                                            |
| 175 | 17/02/1999 | Old Trafford       | Premier League 1998-1999        | Manchester Utd - Arsenal          | 1 - 1           | Anelka                                     | Cole                                       |
| 176 | 11/04/1999 | Villa Park         | FA Cup 1998-1999                | Manchester Utd - Arsenal          | 0 - 0           |                                            |                                            |
| 177 | 14/04/1999 | Villa Park         | FA Cup 1998-1999                | Arsenal - Manchester Utd          | 1 - 2           | Bergkamp                                   | Beckham, Giggs                             |
| 178 | 01/08/1999 | Wembley Stadium    | Charity Shield 1999             | Arsenal - Manchester Utd          | 2 - 1           | Kanu, Parlour                              | Yorke                                      |
| 179 | 22/08/1999 | Highbury           | Premier League 1999-2000        | Arsenal - Manchester Utd          | 1 - 2           | Ljungberg                                  | Keane (2)                                  |
| 180 | 24/01/2000 | Old Trafford       | Premier League 1999-2000        | Manchester Utd - Arsenal          | 1 - 1           | Ljungberg                                  | Sheringham                                 |
| 181 | 01/10/2000 | Highbury           | Premier League 2000-2001        | Arsenal - Manchester Utd          | 1 - 0           | Henry                                      |                                            |
| 182 | 25/02/2001 | Old Trafford       | Premier League 2000-2001        | Manchester Utd - Arsenal          | 6 - 1           | Henry                                      | Yorke (3), Keane, Solskjær, Sheringham     |
| 183 | 05/11/2001 | Highbury           | League Cup 2001-2002            | Arsenal - Manchester Utd          | 4 - 0           | Wiltord (3), Kanu                          |                                            |
| 184 | 25/11/2001 | Highbury           | Premier League 2001-2002        | Arsenal - Manchester Utd          | 3 - 1           | Ljungberg, Henry (2)                       | Scholes                                    |
| 185 | 08/05/2002 | Old Trafford       | Premier League 2001-2002        | Manchester Utd - Arsenal          | 0 - 1           | Wiltord                                    |                                            |
| 186 | 07/12/2002 | Old Trafford       | Premier League 2002-2003        | Manchester Utd - Arsenal          | 2 - 0           |                                            | Veron, Scholes                             |
| 187 | 15/02/2003 | Old Trafford       | FA Cup 2002-2003                | Manchester Utd - Arsenal          | 0 - 2           | Edu, Wiltord                               |                                            |
| 188 | 16/04/2003 | Highbury           | Premier League 2002-2003        | Arsenal - Manchester Utd          | 2 - 2           | Henry (2)                                  | Van Nistelrooy, Giggs                      |
| 189 | 10/08/2003 | Millennium Stadium | Community Shield 2003           | Arsenal - Manchester Utd          | 1 - 1 (3-4 dtr) | Henry                                      | Silvestre                                  |
| 190 | 21/09/2003 | Old Trafford       | Premier League 2003-2004        | Manchester Utd - Arsenal          | 0 - 0           |                                            |                                            |
| 191 | 28/03/2004 | Highbury           | Premier League 2003-2004        | Arsenal - Manchester Utd          | 1 - 1           | Henry                                      | Saha                                       |
| 192 | 03/04/2004 | Villa Park         | FA Cup 2003-2004                | Arsenal - Manchester Utd          | 0 - 1           |                                            | Scholes                                    |
| 193 | 08/08/2004 | Millennium Stadium | Community Shield 2004           | Arsenal - Manchester Utd          | 3 - 1           | Gilberto Silva, Reyes, Silvestre (aut.)    | Smith                                      |
| 194 | 24/10/2004 | Old Trafford       | Premier League 2004-2005        | Manchester Utd - Arsenal          | 2 - 0           |                                            | Van Nistelrooy, Rooney                     |
| 195 | 01/12/2004 | Old Trafford       | League Cup 2004-2005            | Manchester Utd - Arsenal          | 1 - 0           |                                            | Bellion                                    |
| 196 | 01/02/2005 | Highbury           | Premier League 2004-2005        | Arsenal - Manchester Utd          | 2 - 4           | Vieira, Bergkamp                           | Cole (aut.), Ronaldo (2), O'Shea           |
| 197 | 21/05/2005 | Millennium Stadium | FA Cup 2004-2005                | Arsenal - Manchester Utd          | 0 - 0 (5-4 dtr) |                                            |                                            |
| 198 | 03/01/2006 | Highbury           | Premier League 2005-2006        | Arsenal - Manchester Utd          | 0 - 0           |                                            |                                            |
| 199 | 09/04/2006 | Old Trafford       | Premier League 2005-2006        | Manchester Utd - Arsenal          | 2 - 0           |                                            | Rooney, Park                               |
| 200 | 17/09/2006 | Old Trafford       | Premier League 2006-2007        | Manchester Utd - Arsenal          | 0 - 1           | Adebayor                                   |                                            |
| 201 | 21/01/2007 | Emirates Stadium   | Premier League 2006-2007        | Arsenal - Manchester Utd          | 2 - 1           | van Persie, Henry                          | Rooney                                     |
| 202 | 03/11/2007 | Emirates Stadium   | Premier League 2007-2008        | Arsenal - Manchester Utd          | 2 - 2           | Fabregas, Gallas                           | Gallas (aut.), Ronaldo                     |
| 203 | 16/02/2008 | Old Trafford       | FA Cup 2007-2008                | Manchester Utd - Arsenal          | 4 - 0           |                                            | Rooney, Fletcher (2), Nani                 |
| 204 | 13/04/2008 | Old Trafford       | Premier League 2007-2008        | Manchester Utd - Arsenal          | 2 - 1           | Adebayor                                   | Ronaldo, Hargreaves                        |
| 205 | 08/11/2008 | Emirates Stadium   | Premier League 2008-2009        | Arsenal - Manchester Utd          | 2 - 1           | Nasri (2)                                  | Da Silva                                   |
| 206 | 29/04/2009 | Old Trafford       | UEFA Champions League 2008-2009 | Manchester Utd - Arsenal          | 1 - 0           |                                            | O'Shea                                     |
| 207 | 05/05/2009 | Emirates Stadium   | UEFA Champions League 2008-2009 | Arsenal - Manchester Utd          | 1 - 3           | van Persie                                 | Park, Ronaldo (2)                          |
| 208 | 16/05/2009 | Old Trafford       | Premier League 2008-2009        | Manchester Utd - Arsenal          | 0 - 0           |                                            |                                            |
| 209 | 29/08/2009 | Old Trafford       | Premier League 2009-2010        | Manchester Utd - Arsenal          | 2 - 1           | Arshavin                                   | Rooney, Diaby (aut.)                       |
| 210 | 31/01/2010 | Emirates Stadium   | Premier League 2009-2010        | Arsenal - Manchester Utd          | 1 - 3           | Vermaelen                                  | Nani, Rooney, Park                         |
| 211 | 13/12/2010 | Old Trafford       | Premier League 2010-2011        | Manchester Utd - Arsenal          | 1 - 0           |                                            | Park                                       |
| 212 | 12/03/2011 | Old Trafford       | FA Cup 2010-2011                | Manchester Utd - Arsenal          | 2 - 0           |                                            | da Silva, Rooney                           |
| 213 | 01/05/2011 | Emirates Stadium   | Premier League 2010-2011        | Arsenal - Manchester Utd          | 1 - 0           | Ramsey                                     |                                            |
| 214 | 28/08/2011 | Old Trafford       | Premier League 2011-2012        | Manchester Utd - Arsenal          | 8 - 2           | Walcott, van Persie                        | Welbeck, Young (2), Rooney (3), Nani, Park |
| 215 | 22/01/2012 | Emirates Stadium   | Premier League 2011-2012        | Arsenal - Manchester Utd          | 1 - 2           | van Persie                                 | Valencia, Welbeck                          |
| 216 | 03/11/2012 | Old Trafford       | Premier League 2012-2013        | Manchester Utd - Arsenal          | 2 - 1           | Cazorla                                    | van Persie, Evra                           |
| 217 | 28/04/2013 | Emirates Stadium   | Premier League 2012-2013        | Arsenal - Manchester Utd          | 1 - 1           | Walcott                                    | van Persie                                 |
| 218 | 10/11/2013 | Old Trafford       | Premier League 2013-2014        | Manchester Utd - Arsenal          | 1 - 0           |                                            | van Persie                                 |
| 219 | 12/02/2014 | Emirates Stadium   | Premier League 2013-2014        | Arsenal - Manchester Utd          | 0 - 0           |                                            |                                            |
| 220 | 22/11/2014 | Emirates Stadium   | Premier League 2014-2015        | Arsenal - Manchester Utd          | 1 - 2           | Giroud                                     | Gibbs (aut.), Rooney                       |
| 221 | 09/03/2015 | Old Trafford       | FA Cup 2014-2015                | Manchester Utd - Arsenal          | 1 - 2           | Monreal, Welbeck                           | Rooney                                     |
| 222 | 17/05/2015 | Old Trafford       | Premier League 2014-2015        | Manchester Utd - Arsenal          | 1 - 1           | Blackett (aut.)                            | Herrera                                    |
| 223 | 04/10/2015 | Emirates Stadium   | Premier League 2015-2016        | Arsenal - Manchester Utd          | 3 - 0           | Sánchez (2), Özil                          |                                            |
| 224 | 28/02/2016 | Old Trafford       | Premier League 2015-2016        | Manchester Utd - Arsenal          | 3 - 2           | Welbeck, Özil                              | Rashford (2), Herrera                      |
| 225 | 19/11/2016 | Old Trafford       | Premier League 2016-2017        | Manchester Utd - Arsenal          | 1 - 1           | Giroud                                     | Mata                                       |
| 226 | 07/05/2017 | Emirates Stadium   | Premier League 2016-2017        | Arsenal - Manchester Utd          | 2 - 0           | Xhaka, Welbeck                             |                                            |
| 227 | 02/12/2017 | Emirates Stadium   | Premier League 2017-2018        | Arsenal - Manchester Utd          | 1 - 3           | Lacazette                                  | Valencia, Lingard (2)                      |
| 228 | 29/04/2018 | Old Trafford       | Premier League 2017-2018        | Manchester Utd - Arsenal          | 2 - 1           | Mkhitaryan                                 | Pogba, Fellaini                            |
| 229 | 05/12/2018 | Emirates Stadium   | Premier League 2018-2019        | Arsenal - Manchester Utd          | 2 - 2           | Mustafi, Rojo (aut.)                       | Martial, Lingard                           |
| 230 | 25/01/2019 | Emirates Stadium   | FA Cup 2018-2019                | Arsenal - Manchester Utd          | 1 - 3           | Aubameyang                                 | Sánchez, Lingard, Martial                  |
| 231 | 10/03/2019 | Old Trafford       | Premier League 2018-2019        | Manchester Utd - Arsenal          | 0 - 2           | Xhaka, Aubameyang                          |                                            |
| 232 | 30/09/2019 | Old Trafford       | Premier League 2019-2020        | Manchester Utd - Arsenal          | 1 - 1           | Aubameyang                                 | McTominay                                  |
| 233 | 01/01/2020 | Emirates Stadium   | Premier League 2019-2020        | Arsenal - Manchester Utd          | 2 - 0           | Pépé, Papastathopoulos                     |                                            |
| 234 | 01/11/2020 | Old Trafford       | Premier League 2020-2021        | Manchester Utd - Arsenal          | 0 - 1           | Aubameyang                                 |                                            |
| 235 | 30/01/2021 | Emirates Stadium   | Premier League 2020-2021        | Arsenal - Manchester Utd          | 0 - 0           |                                            |                                            |
| 236 | 02/12/2021 | Old Trafford       | Premier League 2021-2022        | Manchester Utd - Arsenal          | 3 - 2           | Smith Rowe, Odegaard                       | Fernandes, Ronaldo (2)                     |
| 237 | 23/04/2022 | Emirates Stadium   | Premier League 2021-2022        | Arsenal - Manchester Utd          | 3 - 1           | Tavares, Saka, Xhaka                       | Ronaldo                                    |
| 238 | 04/09/2022 | Old Trafford       | Premier League 2022-2023        | Manchester Utd - Arsenal          | 3 - 1           | Saka                                       | Antony, Rashford (2)                       |
| 239 | 22/01/2023 | Emirates Stadium   | Premier League 2022-2023        | Arsenal - Manchester Utd          | 3 - 2           | Nketiah (2), Saka                          | Rashford, Martínez                         |
| 240 | 02/09/2023 | Emirates Stadium   | Premier League 2023-2024        | Arsenal - Manchester Utd          | 3 - 1           | Odegaard, Rice, Jesus                      | Rashford                                   |
| 241 | 12/05/2024 | Old Trafford       | Premier League 2023-2024        | Manchester Utd - Arsenal          | 0 - 1           | Trossard                                   |                                            |
| 242 | 04/12/2024 | Emirates Stadium   | Premier League 2024-2025        | Arsenal - Manchester Utd          | 2 - 0           | Timber, Saliba                             |                                            |
| 243 | 12/01/2025 | Emirates Stadium   | FA Cup 2024-2025                | Arsenal - Manchester Utd          | 1 - 1 (3-5 dtr) | Gabriel                                    | Fernandes                                  |
| 244 | 09/03/2025 | Old Trafford       | Premier League 2024-2025        | Manchester Utd - Arsenal          | 1 - 1           | Rice                                       | Fernandes                                  |
| 245 | 17/08/2025 | Old Trafford       | Premier League 2025-2026        | Manchester Utd - Arsenal          | 1 - 0           | Calafiori                                  |                                            |
| 246 | 24/01/2026 | Emirates Stadium   | Premier League 2025-2026        | Arsenal - Manchester Utd          |                 |                                            |                                            |